# Passeig de l'Ebre (Flix)
El Passeig de l'Ebre és una obra de Flix (Ribera d'Ebre) inclosa a l'Inventari del Patrimoni Arquitectònic de Catalunya. Està situat a migdia del nucli urbà de la població de Flix, tocant el curs del riu Ebre.

## Descripció
El traçat del passeig s'inicia a la central hidroelèctrica i s'allarga cap a llevant, en el sentit del curs del riu, fins al final del nucli urbà. El passeig està delimitat per plataners i vegetació diversa, i presenta bancs per seure. A la confluència amb l'avinguda Catalunya hi ha un monument dedicat a la sardana, tot i que ha estat restituït respecte a l'escultura original. Presenta un pedestal de planta quadrada damunt del que hi ha el monument, a manera de monòlit de pedra esculpit amb figures disposades en rotllana. Una mica més endavant hi ha el pas de la barca, una de les poques poblacions que encara conserva aquest sistema per travessar el riu. A cada riba hi ha instal·lades dues passarel·les a manera d'embarcadors, des de les que s'agafa la barca, construïda sobre dos llaüts.

## Història
L'any 1989 va ser instal·lat el monument a la sardana, reemplaçant així l'anterior. A la base d'aquesta es pot llegir la inscripció: "FLIX CIUTAT PUBILLA DE LA SARDANA 1989". Actualment s'estan realitzant unes obres de manteniment i rehabilitació del passeig.